# 日本のアニメ映画作品一覧
- 映画 > 映画の一覧 > 日本の映画作品一覧 > 日本のアニメ映画作品一覧
- アニメ > アニメーション映画 > 日本のアニメ映画作品一覧
- アニメ > アニメ作品一覧 > 日本のアニメ映画作品一覧

日本のアニメ映画作品一覧（にほんのアニメえいがさくひんいちらん）では、日本で制作されたアニメ映画の作品一覧を記載。

## 凡例
- 作品記載の基準について
  - 作画やCGなど、「絵」が主体としてアニメーション制作された作品を記載します。ストップモーション・アニメーションなどを主体とする作品は含みません。アニメ+実写とされている作品はアニメ+実写節に記載します。
  - 劇場（スクリーン）での公開のために制作された初上映（日本基準日付）の作品を記載します。現時点の日付において公開が“予定”の作品は、公開中止や延期の可能性があるため記載しません。未公開となった作品や合作とされる作品は未公開/合作節に記載します。
  - 作品が公開されたとされる典拠があっても、公開“年”が不詳となっている作品は含みません。
  - 再上映については一覧に含みません。一度公開された作品の仕様変更（映像の修正・追加・除去、音響変更、3D映像化、など）されての再上映については一覧に記載せずに、その元となっている作品名箇所の注釈にて解説します。
  - 映画祭、博覧会、遊園地上映など、公的なイベントにおいて限定的に公開された作品の初上映についても記載します（イベントの解説を注釈にも記載）。ただし“近日公開を踏まえた先行上映会や試写会”などの場合は、後日の正式な劇場公開日付を基準に記載します。
  - テレビアニメとして制作された作品（各話）映像が、劇場公開（初上映）となっている作品についても記載します。その場合は元がテレビアニメ作品（各話）映像などであることの解説を注釈にて記載します。
  - OVAやWebアニメとして制作された作品などが、劇場公開（初上映）となっている作品についても記載します。その場合は元がOVAやWebアニメとしての作品であることの解説を注釈にて記載します。
- 五十音順における「作品名」での順列の配置について
  - 劇場（映画）用の名称として作品名の冒頭に“劇場版”“映画”などの定型句がある場合その文字は省かずに表記しますが、その定型句の読みを省略した作品名の五十音順で配置します。そのなかで同一の冒頭名称による同種作品の場合は公開年月日順に配置します。
  - 続編やリメイクなどにおいて元となっている作品名と異なる名称が付けられている場合は、劇場（映画）用の正式名称としての五十音順で配置します。
  - 作品名の冒頭が数字や外国語表記になっている場合は、日本語発音の読み方で五十音順に配置します。作品名の読み方が当て字となっている場合も、その当て字読みの五十音順に配置します。
- 年代順における「公開年月日」での順列の配置について
  - 異なる別々の作品が同じ公開年月日付となっている場合は、その同じ公開年月日付の順列内で五十音順に配置します。
  - 公開の“月日付”が不明の場合は該当する“年”の最後尾に配置します。同じように、“日付”が不明の場合は該当する“年月”の最後尾に配置します。
- 上映時間について
  - 劇場公開時での上映時間を基準に“分”単位で記載します（典拠により数分前後ほどの誤差がある場合があります）。
  - 黎明期の作品において典拠により“巻”で表記されている場合、ここでは“（不明）”として記載します。
- 「監督」について
  - “総監督”の役職がある作品においてはその人物のみを記載し、名前の後に“（総監督）”などの解説を表記します。“助監督・副監督・監督補・監修・総監修”などの役職の人物は含みません。
  - 役職としての“監督”の表記が無く、“演出”名義などが実質の監督とされている場合はその人物を記載し、名前の後に“（演出）”などの解説を表記します。
  - 黎明期の作品において“監督”の表記が無い場合は、代表格とされている人物を記載します。
  - 名前は制作当時においての表記で記載します。
- 「制作」について
  - 作品におけるアニメーションの実制作を担った会社名（スタジオ名）などを記載します。実制作が不明の場合は作品典拠に明記されている制作の会社名（スタジオ名）などを記載します。
  - 名称は制作当時においての会社名（スタジオ名）で記載します。

## 作品一覧 目次
下記の中から閲覧する項目を選択してください。リンク先に一覧があります。 
| あ行 | か行 | さ行 | た行 | な行 | は行 | ま行 | や行 | ら行 | わ行 |
| ---- | ---- | ---- | ---- | ---- | ---- | ---- | ---- | ---- | ---- |
| あ   | か   | さ   | た   | な   | は   | ま   | や   | ら   | わ   |
| い   | き   | し   | ち   | に   | ひ   | み   |      | り   | ゐ   |
| う   | く   | す   | つ   | ぬ   | ふ   | む   | ゆ   | る   |      |
| え   | け   | せ   | て   | ね   | へ   | め   |      | れ   | ゑ   |
| お   | こ   | そ   | と   | の   | ほ   | も   | よ   | ろ   | を   |

| その他 目次 | アニメ+実写・未公開/合作 |

| 1910年代-1950年代 | 1910年代・1920年代・1930年代・1940年代・1950年代           |
| 1960年代          | 1960・1961・1962・1963・1964・1965・1966・1967・1968・1969 |
| 1970年代          | 1970・1971・1972・1973・1974・1975・1976・1977・1978・1979 |
| 1980年代          | 1980・1981・1982・1983・1984・1985・1986・1987・1988・1989 |
| 1990年代          | 1990・1991・1992・1993・1994・1995・1996・1997・1998・1999 |
| 2000年代          | 2000・2001・2002・2003・2004・2005・2006・2007・2008・2009 |
| 2010年代          | 2010・2011・2012・2013・2014・2015・2016・2017・2018・2019 |
| 2020年代          | 2020・2021・2022・2023・2024・2025・2026・2027・2028・2029 |

## アニメ+実写
作画やCGなどのアニメーション映像と実写の映像が対等な演出で制作されている形式の作品を記載。
- 実写映画の演出として一部にアニメーション映像を使用された作品や、アニメーション映画の演出として一部に実写の映像が使用されたなどの作品は含みません。

| 作品名                                                      | 公開年月日                 | 上映時間 | 監督                                                   | 制作                           |
| ----------------------------------------------------------- | -------------------------- | -------- | ------------------------------------------------------ | ------------------------------ |
| ある日本の絵描き少年                                        | 2019年（平成31年）3月2日   | 20分     | 川尻将由、岡田真樹（実写監督）                         | ねこにがし                     |
| UNDER THE DOG Jumbled                                       | 2018年（平成30年）6月23日  | 51分     | 安藤真裕（アニメーション監督）、磯山敦（実写映像監督） | キネマシトラス、オレンジ       |
| 劇場版 怪談レストラン                                       | 2010年（平成22年）8月21日  | 100分    | 落合正幸、佐藤宏幸（アニメーションパート演出）         | 東映アニメーション             |
| きかんしゃやえもん D51の大冒険                              | 1974年（昭和49年）3月16日  | 62分     | 田宮武（演出）                                         | 東映動画                       |
| Go!Go!家電男子 THE MOVIE アフレコパニック                   | 2014年（平成26年）3月8日   | 45分     | 川村清人、ROKUGOU（アニメパート監督）                  | DLE                            |
| ゴキブリたちの黄昏                                          | 1987年（昭和62年）11月21日 | 105分    | 吉田博昭、平田敏夫（アニメーション・ディレクター）     | アニメーション・スタッフルーム |
| こびと劇場                                                  | 2012年（平成24年）3月24日  | 49分     |                                                        | DIRECTIONS                     |
| こびと劇場2                                                 | 2012年（平成24年）8月25日  | 45分     |                                                        | DIRECTIONS                     |
| こびと劇場3                                                 | 2013年（平成25年）8月24日  | 50分     |                                                        | DIRECTIONS                     |
| 映画 こびとづかん カクレモモジリの秘密の桃園                | 2014年（平成26年）8月16日  | 50分     | 高嶋友也                                               | DIRECTIONS                     |
| Jリーグを100倍楽しく見る方法!!                              | 1994年（平成6年）6月11日   | 102分    | 磯村一路、芝山努（アニメーション監督）                 |                                |
| プロ野球を10倍楽しく見る方法                                | 1983年（昭和58年）4月29日  | 95分     | 鈴木清、芝山努（アニメーション監督）                   | 東京ムービー新社               |
| プロ野球を10倍楽しく見る方法 PART2                          | 1984年（昭和59年）4月21日  | 106分    | 鈴木清、出﨑哲（アニメーション監督）                   | マジックバス、スタジオルック   |
| 映画 妖怪ウォッチ 空飛ぶクジラとダブル世界の大冒険だニャン! | 2016年（平成28年）12月17日 | 90分     | ウシロシンジ、横井健司（実写パート監督）               | OLM                            |

## 未公開/合作
「劇場用に制作（完成）したが諸般の事情で劇場公開されていない作品」、「日本国内において未公開となっている作品」、「製作国において合作とされる作品」、「製作国は日本国外だがアニメーション制作に日本が主要参加している作品」、などをまとめて記載。
| 作品名                                        | 公開年月日                 | 上映時間 | 監督                                         | 制作                                                                                                 | 製作国                       |
| --------------------------------------------- | -------------------------- | -------- | -------------------------------------------- | --- | ---------------------------- |
| APPLESEED α                                   | 2015年（平成27年）1月17日  | 93分     | 荒牧伸志                                     | SOLA DIGITAL ARTS                                                                                    | 日本・ アメリカ合衆国        |
| The Adventures of the American Rabbit         | 日本劇場未公開             | -        | フレッド・ウルフ、西沢信孝                   | ムラカミ・ウルフ・スウェンソン、東映動画                                                             | 日本・ アメリカ合衆国        |
| THE ANIMATRIX                                 | 2003年（平成15年）5月24日  | 90分     | 前田真宏、他                                 | STUDIO 4℃、他                                                                                        | アメリカ合衆国               |
| AFRO SAMURAI                                  | 2007年（平成19年）10月27日 | 116分    | 木﨑文智                                     | GONZO                                                                                                | 日本・ アメリカ合衆国        |
| インターステラ5555                            | 2003年（平成15年）7月26日  | 67分     | 竹之内和久、西尾大介                         | 東映アニメーション                                                                                   | 日本・ フランス              |
| オオカミくんはピアニスト                      | 日本未公開                 | -        | 岩堀利樹                                     | STUDIO 4℃                                                                                            | -                            |
| 親子ねずみの不思議な旅                        | 1978年（昭和53年）3月11日  | 81分     | フレッド・ウォルフ、チャールズ・スウェンソン | ムラカミ・ウルフ・プロダクションズ                                                                   | 日本・ アメリカ合衆国        |
| オズの魔法使い                                | 日本劇場未公開             | -        | 高山文彦（演出）                             | トップクラフト                                                                                       | -                            |
| The Princess and the Goblin                   | 日本劇場未公開             | -        | ヨーゼフ・ギーメッシュ                       | パンノニアフィルムスタジオ                                                                           | 日本・ イギリス・ ハンガリー |
| シュンマオ物語 タオタオ                       | 1981年（昭和56年）12月28日 | 87分     | 島村達雄（アニメ監督）                       | 白組、天津市工芸美術設計院                                                                           | 日本・ 中国                  |
| 新暗行御史                                    | 2004年（平成16年）12月4日  | 86分     | 志村錠児                                     | OLM、キャラクター・プラン                                                                            | 日本・ 韓国                  |
| スターシップ・トゥルーパーズ インベイジョン   | 2012年（平成24年）7月21日  | 89分     | 荒牧伸志                                     | SOLA DIGITAL ARTS                                                                                    | 日本・ アメリカ合衆国        |
| スターシップ・トゥルーパーズ レッドプラネット | 2018年（平成30年）2月10日  | 100分    | 荒牧伸志、松本勝                             | SOLA DIGITAL ARTS                                                                                    | 日本・ アメリカ合衆国        |
| 小さなペンギンロロの冒険                      | 1988年（昭和63年）         | 75分     | 吉田健次郎、ゲンナージー・ソコリスキー       | ライフワーク、ソユーズムリトフィルム                                                                 | 日本・ソビエト連邦           |
| チスト みどりのおやゆび                       | 1990年（平成2年）3月24日   | 74分     | 三浦朱門、丹野雄二                           | ダックスインターナショナル                                                                           | 日本・ フランス              |
| チベット犬物語 〜金色のドージェ〜             | 2012年（平成24年）1月7日   | 91分     | 小島正幸                                     | マッドハウス                                                                                         | 日本・ 中国                  |
| チャイニーズ・ゴースト・ストーリー スーシン   | 1998年（平成10年）11月21日 | 83分     | アンドリュー・チェン                         | トライアングルスタッフ                                                                               | 日本・香港                   |
| TRANSFORMERS THE MOVIE                        | 日本劇場未公開             | -        | ネルソン・シン                               | 東映動画                                                                                             | 日本・ アメリカ合衆国        |
| 劇場版 トレインヒーロー                       | 2014年（平成26年）2月22日  | 88分     | 竹治政枝                                     | カーロンアニメーション                                                                               | 日本・ 中国                  |
| NEMO/ニモ                                     | 1989年（平成元年）7月15日  | 94分     | 波多正美、ウィリアム・T・ハーツ              | 東京ムービー新社                                                                                     | 日本・ アメリカ合衆国        |
| HIGHLANDER The Search for Vengeance           | 2008年（平成20年）7月5日   | 96分     | 川尻善昭                                     | マッドハウス                                                                                         | アメリカ合衆国               |
| BATMAN: MASK OF THE PHANTASM                  | 日本劇場未公開             | -        | エリック・ラドムスキ、ブルース・W・ティム    | ワーナー・ブラザース・アニメーション、スペクトラム・アニメーションスタジオ、ドンヤン・アニメーション | 日本・ アメリカ合衆国        |
| 星のオルフェウス                              | 1979年（昭和54年）10月27日 | 80分     | タカシ（アニメーション監督）                 | サンリオ                                                                                             | 日本・ アメリカ合衆国        |
| ムタフカズ -MUTAFUKAZ-                        | 2018年（平成30年）10月12日 | 94分     | ギョーム・“RUN”・ルナール、西見祥示郎        | STUDIO 4℃                                                                                            | 日本・ フランス              |
| Yu-Gi-Oh! THE MOVIE                           | 日本劇場未公開             | -        | 辻初樹                                       | スタジオぎゃろっぷ                                                                                   | -                            |
| ラーマーヤナ ラーマ王子伝説                   | 1998年（平成10年）7月18日  | 135分    | 酒向雄豪、佐々木皓一、ラーム・モハン         | 日本ラーマーヤナフィルム                                                                             | 日本・ インド                |
| レッドタートル ある島の物語                   | 2016年（平成28年）9月17日  | 81分     | マイケル・デュドク・ドゥ・ヴィット           | スタジオジブリ                                                                                       | 日本・ フランス・ ベルギー   |
| 老人と海                                      | 1999年（平成11年）7月3日   | 23分     | アレクサンドル・ペトロフ                     | パノラマ・フィルム・スタジオ、パスカル・ブレ・プロ、IMAGICA、NHKエンタープライズ21、電通テック       | 日本・ ロシア・ カナダ       |